# Primeira fase da Copa Sul-Americana de 2016
A primeira fase da Copa Sul-Americana de 2016 foi disputada entre 9 e 18 de agosto. Os vencedores de cada chave classificaram-se para a segunda fase.
As equipes se enfrentaram em jogos eliminatórios de ida e volta, classificando-se a que somasse o maior número de pontos. Em caso de igualdade em pontos, a regra do gol marcado como visitante seria utilizada para o desempate. Persistindo o empate, a vaga seria definida em disputa por pênaltis.
Todas as federações (com exceção de Argentina e Brasil) iniciaram a disputa em jogos internacionais a partir dessa fase.

## Resultados
Zona Sul
| Chave | Equipe 1                  | Total       | Equipe 2             | Ida | Volta |
| ----- | ------------------------- | ----------- | -------------------- | --- | ----- |
| G1    | Fénix                     | 1–2         | Cerro Porteño        | 1–0 | 0–2   |
| G2    | Sportivo Luqueño          | 1–1 (gf)    | Peñarol              | 0–0 | 1–1   |
| G3    | Universidad de Concepción | 2–3         | Bolívar              | 2–0 | 0–3   |
| G4    | Real Potosí               | 4–2         | Universidad Católica | 3–1 | 1–1   |
| G5    | Blooming                  | 1–1 (4–1 p) | Plaza Colonia        | 1–0 | 0–1   |
| G6    | Sol de América            | 2–2 (5–4 p) | Jorge Wilstermann    | 1–1 | 1–1   |
| G7    | Montevideo Wanderers      | 0–0 (5–4 p) | O'Higgins            | 0–0 | 0–0   |
| G8    | Palestino                 | 4–0         | Libertad             | 1–0 | 3–0   |

Zona Norte
| Chave | Equipe 1               | Total       | Equipe 2               | Ida | Volta |
| ----- | ---------------------- | ----------- | ---------------------- | --- | ----- |
| G9    | Universitario          | 1–6         | Emelec                 | 0–3 | 1–3   |
| G10   | Aucas                  | 2–2 (gf)    | Real Garcilaso         | 2–1 | 0–1   |
| G11   | Deportivo Lara         | 2–5         | Junior de Barranquilla | 1–3 | 1–2   |
| G12   | Deportes Tolima        | 0–1         | Deportivo La Guaira    | 0–0 | 0–1   |
| G13   | Barcelona de Guayaquil | 2–2 (0–3 p) | Zamora                 | 1–1 | 1–1   |
| G14   | Independiente Medellín | 2–1         | Universidad Católica   | 1–1 | 1–0   |
| G15   | Deportivo Anzoátegui   | 2–2 (gf)    | Sport Huancayo         | 2–1 | 0–1   |
| G16   | Deportivo Municipal    | 0–6         | Atlético Nacional      | 0–5 | 0–1   |

### Chave G1
Todas as partidas estão no horário local.
| 9 de agosto   | Fénix      | 1 – 0     | Cerro Porteño | Estádio Luis Franzini, Montevidéu              |
| 21:15 (UTC−3) | Cantera 3' | Relatório |               | Público: 1 000 Árbitro: ARG Fernando Rapallini |

| Fénix | Cerro Porteño |

| 17 de agosto  | Cerro Porteño                | 2 – 0     | Fénix | Estádio Defensores del Chaco, Assunção     |
| 20:00 (UTC−4) | Pereira 4' · Velázquez 90+2' | Relatório |       | Público: 10 000 Árbitro: COL Wilmar Roldán |

| Cerro Porteño | Fénix |

### Chave G2
| 9 de agosto   | Sportivo Luqueño | 0 – 0     | Peñarol | Estádio Feliciano Cáceres, Luque          |
| 18:15 (UTC−4) |                  | Relatório |         | Público: 7 000 Árbitro: BRA Raphael Claus |

| Sp. Luqueño | Peñarol |

| 16 de agosto  | Peñarol       | 1 – 1     | Sportivo Luqueño | Estádio Campeón del Siglo, Montevidéu        |
| 20:30 (UTC−3) | Bressan 90+2' | Relatório | Mendieta 90+1'   | Público: 30 000 Árbitro: BRA Ricardo Marques |

| Peñarol | Sp. Luqueño |

### Chave G3
| 10 de agosto  | Universidad de Concepción | 2 – 0     | Bolívar | Estádio Municipal, Concepción           |
| 18:00 (UTC−4) | Meneses 49', 59'          | Relatório |         | Público: 3 000 Árbitro: PAR Éber Aquino |

| Concepción | Bolívar |

| 16 de agosto  | Bolívar                       | 3 – 0     | Universidad de Concepción | Estádio Hernando Siles, La Paz                |
| 17:00 (UTC−4) | Fierro 3', 86' · Cellerino 9' | Relatório |                           | Público: 15 000 Árbitro: URU Daniel Fedorczuk |

| Bolívar | Concepción |

### Chave G4
| 9 de agosto   | Real Potosí                        | 3 – 1     | Universidad Católica | Estádio Víctor Agustín Ugarte, Potosí        |
| 20:30 (UTC−4) | Cuesta 8' · Borda 47' · Alpire 50' | Relatório | Cordero 73'          | Público: 8 000 Árbitro: VEN Jesús Valenzuela |

| Real Potosí | U. Católica |

| 17 de agosto  | Universidad Católica | 1 – 1     | Real Potosí | Estádio San Carlos de Apoquindo, Santiago     |
| 21:00 (UTC−3) | Noir 31'             | Relatório | Rojano 79'  | Público: 10 000 Árbitro: COL Wilson Lamouroux |

| U. Católica | Real Potosí |

### Chave G5
| 11 de agosto  | Blooming       | 1 – 0     | Plaza Colonia | Estádio Ramón Tahuichi Aguilera, Santa Cruz |
| 19:00 (UTC−4) | João Paulo 18' | Relatório |               | Público: 10 000 Árbitro: VEN José Argote    |

| Blooming | Plaza Colonia |

| 17 de agosto  | Plaza Colonia    | 1 – 0     | Blooming | Estádio Alberto Suppici, Colônia do Sacramento |
| 18:30 (UTC−3) | Ale Corvalán 50' | Relatório |          | Público: 5 000 Árbitro: PER Víctor Carrillo    |

|                          |       | Penalidades                   |  |
| Bogliacino Caseras Leyes | 1 – 4 | Vaca João Paulo Loras Hurtado |  |

| Plaza Colonia | Blooming |

### Chave G6
| 10 de agosto  | Sol de América | 1 – 1     | Jorge Wilstermann | Estádio Luis Alfonso Giagni, Villa Elisa      |
| 20:00 (UTC−4) | E. Álvarez 80' | Relatório | G. Álvarez 51'    | Público: 10 000 Árbitro: URU Esteban Ostojich |

| Sol América | Wilstermann |

| 18 de agosto  | Jorge Wilstermann | 1 – 1     | Sol de América | Estádio Félix Capriles, Cochabamba       |
| 17:30 (UTC−4) | Thomaz 47'        | Relatório | Díaz 55'       | Público: 20 000 Árbitro: ECU Carlos Orbe |

|                                             |       | Penalidades                                      |  |
| Thomaz Chávez Olego Bergese Olivares Suárez | 4 – 5 | E. Álvarez Sosa Samaniego Melgarejo Díaz Paredes |  |

| Wilstermann | Sol América |

### Chave G7
| 10 de agosto  | Montevideo Wanderers | 0 – 0     | O'Higgins | Estádio Luis Franzini, Montevidéu       |
| 21:00 (UTC−3) |                      | Relatório |           | Público: 3 000 Árbitro: ECU Carlos Orbe |

| Wanderers | O'Higgins |

| 16 de agosto  | O'Higgins | 0 – 0     | Montevideo Wanderers | Estádio El Teniente, Rancagua                |
| 20:30 (UTC−3) |           | Relatório |                      | Público: 10 000 Árbitro: PAR Enrique Cáceres |

|                                                   |       | Penalidades                                    |  |
| Opazo Medel Insaurralde Torrealba Lezcano Acevedo | 4 – 5 | Santos González Colombino Vergés Olivera Gómez |  |

| O'Higgins | Wanderers |

### Chave G8
| 11 de agosto  | Palestino   | 1 – 0     | Libertad | Estádio Monumental, Santiago              |
| 19:45 (UTC−4) | Benegas 25' | Relatório |          | Público: 5 000 Árbitro: ARG Darío Herrera |

| Palestino | Libertad |

| 18 de agosto  | Libertad | 0 – 3     | Palestino                                             | Estádio Dr. Nicolás Leoz, Assunção           |
| 20:30 (UTC−4) |          | Relatório | Martínez 46' (g.c.) · Valencia 76' (pen) · Torres 80' | Público: 5 000 Árbitro: ARG Patricio Loustau |

| Libertad | Palestino |

### Chave G9
| 9 de agosto   | Universitario | 0 – 3     | Emelec                                | Estádio Nacional, Lima                        |
| 21:30 (UTC−5) |               | Relatório | Achilier 53' · Stracqualursi 62', 80' | Público: 10 000 Árbitro: COL Wilson Lamouroux |

| Universitario | Emelec |

| 16 de agosto  | Emelec                                           | 3 – 1     | Universitario | Estádio Christian Benítez Betancourt, Guaiaquil |
| 21:00 (UTC−5) | Giménez 22' · Stracqualursi 37' (pen) · Mena 68' | Relatório | Rengifo 32'   | Público: 20 000 Árbitro: BOL Raúl Orosco        |

| Emelec | Universitario |

### Chave G10
| 11 de agosto  | Aucas                     | 2 – 1     | Real Garcilaso | Estádio Gonzalo Pozo Ripalda, Quito         |
| 16:30 (UTC−5) | Villacrés 34' · Rojas 37' | Relatório | Cosme 18'      | Público: 3 000 Árbitro: COL Gustavo Murillo |

| Aucas | R. Garcilaso |

| 17 de agosto  | Real Garcilaso | 1 – 0     | Aucas | Estádio Monumental da UNSA, Arequipa         |
| 21:15 (UTC−5) | Valverde 29'   | Relatório |       | Público: 1 000 Árbitro: VEN Jesús Valenzuela |

| R. Garcilaso | Aucas |

### Chave G11
| 9 de agosto   | Deportivo Lara | 1 – 3     | Junior de Barranquilla       | Estádio Metropolitano, Barquisimeto        |
| 18:00 (UTC−4) | Hernández 2'   | Relatório | Ovelar 1', 85' · Sánchez 75' | Público: 5 000 Árbitro: CHI Eduardo Gamboa |

| Dep. Lara | Junior |

| 16 de agosto  | Junior de Barranquilla | 2 – 1     | Deportivo Lara  | Estádio Metropolitano, Barranquilla      |
| 21:00 (UTC−5) | Toloza 44' · Viera 51' | Relatório | C. González 62' | Público: 5 000 Árbitro: CHI Jorge Osório |

| Junior | Dep. Lara |

### Chave G12
| 11 de agosto  | Deportes Tolima | 0 – 0     | Deportivo La Guaira | Estádio Manuel Murillo Toro, Ibagué         |
| 20:15 (UTC−5) |                 | Relatório |                     | Público: 12 000 Árbitro: BRA Dewson Freitas |

| Tolima | La Guaira |

| 17 de agosto  | Deportivo La Guaira | 1 – 0     | Deportes Tolima | Estádio Metropolitano, Barquisimeto             |
| 17:30 (UTC−4) | Mosquera 2' (g.c.)  | Relatório |                 | Público: 2 000 Árbitro: PAR Mario Díaz de Vivar |

| La Guaira | Tolima |

### Chave G13
| 10 de agosto  | Barcelona de Guayaquil | 1 – 1     | Zamora            | Estádio Monumental, Guaiaquil            |
| 21:15 (UTC−5) | Vera 53'               | Relatório | Soteldo 81' (pen) | Público: 30 000 Árbitro: URU Óscar Rojas |

| Barcelona | Zamora |

| 18 de agosto  | Zamora     | 1 – 1     | Barcelona de Guayaquil | Estádio La Carolina, Barinas                |
| 18:00 (UTC−4) | Blanco 86' | Relatório | Caicedo 18'            | Público: 15 000 Árbitro: ARG Mauro Vigliano |

|                       |       | Penalidades             |  |
| Blanco Vargas Soteldo | 3 – 0 | Oyola Velasco Esterilla |  |

| Zamora | Barcelona |

### Chave G14
| 10 de agosto  | Independiente Medellín | 1 – 1     | Universidad Católica | Estádio Atanasio Girardot, Medellín          |
| 21:30 (UTC−5) | Castro 20'             | Relatório | Lucas 77'            | Público: 31 793 Árbitro: PER Víctor Carrillo |

| Ind. Medellín | U. Católica |

| 17 de agosto  | Universidad Católica | 0 – 1     | Independiente Medellín | Estádio Olímpico Atahualpa, Quito          |
| 16:30 (UTC−5) |                      | Relatório | L. Arias 40'           | Público: 20 000 Árbitro: ARG Darío Herrera |

| U. Católica | Ind. Medellín |

### Chave G15
| 11 de agosto  | Deportivo Anzoátegui     | 2 – 1     | Sport Huancayo | Estádio Olímpico Luis Ramos, Barcelona  |
| 17:30 (UTC−4) | Centeno 34' · Cumaná 83' | Relatório | Martínez 8'    | Público: 2 500 Árbitro: BOL Luis Yrusta |

| Anzoátegui | Sp. Huancayo |

| 18 de agosto  | Sport Huancayo | 1 – 0     | Deportivo Anzoátegui | Estádio Huancayo, Huancayo                   |
| 15:00 (UTC−5) | Corrales 58'   | Relatório |                      | Público: 1 000 Árbitro: BRA Anderson Daronco |

| Sp. Huancayo | Anzoátegui |

### Chave G16
| 11 de agosto  | Deportivo Municipal | 0 – 5     | Atlético Nacional                                            | Estádio Alejandro Villanueva, Lima              |
| 21:00 (UTC−5) |                     | Relatório | Uribe 29' · Arias 58' · Berrío 65' · Bernal 76' · Miller 88' | Público: 5 000 Árbitro: PAR Mario Díaz de Vivar |

| Municipal | Atl. Nacional |

| 17 de agosto  | Atlético Nacional | 1 – 0     | Deportivo Municipal | Estádio Atanasio Girardot, Medellín          |
| 21:15 (UTC−5) | Bernal 42'        | Relatório |                     | Público: 18 716 Árbitro: ECU Juan Albarracín |

| Atl. Nacional | Municipal |